# Тон нефтен еквивалент
Тон нефтен еквивалент (съкращавано на т н.е.) е извънсистемна единица за енергия, използвана понякога за описване на големи количества енергия. Равнява се на количеството енергия, освобождавано при изгарянето на 1000 килограма нефт. Тъй като енергийното съдържание на различните видове нефт варира, точният размер на единицата са определя с приемания, като съществуват няколко различни дефиниции. Международната агенция по енергетика определя 1 тон нефтен еквивалент като равен на 41,868 гигаджаула или 11,63 мегаватчаса.